# Mike Winch
Mike Winch (eigentlich Michael Archer Winch; * 20. Juli 1948) ist ein ehemaliger britischer Kugelstoßer und Diskuswerfer.
1974 gewann er im Kugelstoßen für England startend bei den British Commonwealth Games in Christchurch Silber. Bei den Halleneuropameisterschaften in Göteborg wurde er Siebter und bei den Europameisterschaften in Rom Zwölfter.
Bei den Commonwealth Games 1978 in Edmonton wurde er Fünfter im Kugelstoßen und Neunter im Diskuswurf.
Im Kugelstoßen wurde er bei den Halleneuropameisterschaften 1979 in Wien Siebter und holte bei den Commonwealth Games 1982 in Brisbane erneut Silber.
Im Kugelstoßen wurde er dreimal Englischer Meister (1981, 1982, 1984), siebenmal Englischer Hallenmeister (1973, 1979–1984) und einmal Britischer Meister (1980).

## Persönliche Bestleistungen
- Kugelstoßen: 20,43 m, 22. Mai 1974, London
  - Halle: 19,82 m, 8. Dezember 1973, Cosford
- Diskuswurf: 58,08 m, 7. September 1975, Bristol